# Iltisita
La iltisita és un mineral de la classe dels sulfurs. Rep el seu nom en honor de M. Antoine Iltis (1942-), un col·leccionista de minerals amater que va ser el primer en trobar el mineral.

## Característiques
La iltisita és un sulfur de fórmula química HgAgSCl. Cristal·litza en el sistema hexagonal.
Segons la classificació de Nickel-Strunz, la iltisita pertany a «02.FC: Sulfurs d'arsènic, àlcalis, sulfurs amb halurs, òxids, hidròxid, H₂O, amb Cl, Br, I (halogenurs-sulfurs)» juntament amb els següents minerals: djerfisherita, talfenisita, owensita, bartonita, clorbartonita, arzakita, corderoïta, grechishchevita, lavrentievita, radtkeïta, kenhsuïta, capgaronnita, perroudita, demicheleïta-(Br) i demicheleïta-(Cl).

## Formació i jaciments
Va ser descoberta a la mina Cap Garonne, a la localitat de Le Pradet, dins el departament de Var, a Provença – Alps – Costa Blava (França). També ha estat descrita en altres dos indrets més: a la mina Las Cocotas, a Tíjola, Almeria (Espanya); i a la mina Adolf, a Rudabánya, a la província de Borsod-Abaúj-Zemplén (Hongria).